# Bernhard Stein

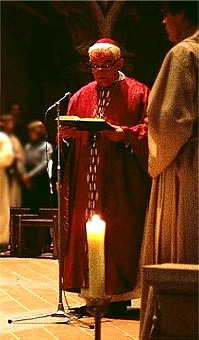
Bischof Bernhard Stein

Bernhard Stein (* 5. September 1904 in Weiler (bei Ulmen); † 20. Februar 1993 in Trier) war Bischof von Trier von 1967 bis 1980.

## Leben
Bernhard Stein wurde als achtes von elf Kindern des Dorfschullehrers Nikolaus Stein und seiner Frau Maria Eva Stein geb. Keßler in Weiler (bei Ulmen), Pfarrei Gevenich (heute: Kreis Cochem-Zell) geboren. Nach der Volksschule besuchte er zuerst von 1918 bis 1921 das Gymnasium in Mayen und von 1921 bis 1923 das Friedrich-Wilhelms-Gymnasium in Trier, wo er am 19. Februar 1923 sein Abitur machte. Danach trat er ins Trierer Priesterseminar ein, wo er seine philosophischen und theologischen Studien begann, bevor er noch im gleichen Jahr nach Rom ans Collegium Germanicum geschickt wurde. Dort wurde er 1926 zum Doktor der Philosophie und 1930 zum Doktor der Theologie promoviert. Bernhard Stein empfing am 27. Oktober 1929 in der Kirche des Germanicums die Priesterweihe.
Die nächsten zwei Jahre lang war er in der Pfarrseelsorge als Kaplan an St. Martin in Trier tätig. Es folgten weitere Studienaufenthalte in Berlin, Münster und abermals in Rom, diesmal am Päpstlichen Bibelinstitut, wo er das Lizenziat erlangte. Zum 1. Mai 1938 erhielt Stein einen Lehrauftrag für biblische Sprachen und Einleitung in die Bibel am Priesterseminar Trier und war von 1940 bis 1944 Professor für Bibelwissenschaften am Priesterseminar. Zwischenzeitlich hatte er 1939 in Münster mit einer Arbeit über den Begriff der „Herrlichkeit Gottes“ und seine Bedeutung für die alttestamentliche Gotteserkenntnis einen zweiten theologischen Doktortitel erworben.
Papst Pius XII. ernannte ihn am 2. September 1944 zum Titularbischof von Dagnum und Weihbischof in Trier. Die Bischofsweihe erhielt Bernhard Stein am 5. November 1944 – während eines Fliegerangriffs der Alliierten – durch den Bischof von Trier, Erzbischof Franz Rudolf Bornewasser, Mitkonsekratoren waren der Bischof von Speyer, Joseph Wendel, sowie der Trierer Weihbischof Heinrich Metzroth. Bischof Steins Wahlspruch lautete: „Fides Caritate actuosa“ (Glaube, der durch die  Liebe tätig ist Gal 5,6 ). Er nahm von 1962 bis 1965 zusammen mit dem Trierer Bischof Matthias Wehr am Zweiten Vatikanischen Konzil teil, die Teilnahme bezeichnete er später als „Höhepunkt“ seiner Zeit als Weihbischof. Nach 1965 bekannte er sich zu den Reformen des Konzils und bezeichnete sie als „notwendig“.
Am 13. April 1967 ernannte Papst Paul VI. Bernhard Stein zum vermutlich einhundertsten Bischof von Trier (Amtseinführung: 5. Juni 1967). Nach über dreizehnjähriger Dienstzeit trat Bernhard Stein von diesem Amt am 5. September 1980 aus Altersgründen mit Stattgabe von Papst Johannes Paul II. zurück.

## Posthumes
Anlässlich der Heilig-Rock-Wallfahrt 2012 wurde der nordöstlich des Trierer Doms gelegene Straßenbereich neu gestaltet und in Bischof-Stein-Platz benannt.
Um die Jahreswende 2020 wurden Forderungen lauter, diese Benennung wieder aufzuheben, da Stein während seiner Amtszeit den durch Priester seines Bistums begangenen Missbrauch an Kindern und Jugendlichen vertuscht und die mutmaßlichen Täter weiterhin in der Gemeindeseelsorge eingesetzt habe. Eine 2022 veröffentlichte Studie kam zum Ergebnis, Stein sorgte „für weitestgehende Geheimhaltung, war unaufmerksam, wenn es um die Kontrolle der selbst verordneten Besserungsmaßnahmen ging, und blendete die Folgen für die betroffenen Kinder und Jugendlichen aus.“
Nachdem der Stadtrat von Trier eine Namensänderung zuvor zweimal abgelehnt hatte, stimmte er der Umbenennung des Platzes 2023 doch zu, weil die 2022 veröffentlichte Studie belegt hatte, dass Stein die mutmaßlichen Täter vor Strafverfolgung geschützt hatte. Der Stadtrat beschloss am 1. Februar 2023 die Umbenennung des Bischof-Stein-Platzes sowie den Entzug der Ehrenbürgerwürde und des Ehrensiegels der Stadt Trier.
Eine örtliche Initiative Betroffener sexuellen Missbrauchs, MissBiT, hatte schon 2019 eine Umbenennung gefordert und als neuen Namen Platz der Menschenwürde vorgeschlagen. In einer kontroversen Abstimmung im Stadtrat setzte sich dieser Umbenennungsvorschlag mit 27 gegen 22 Stimmen bei 4 Enthaltungen gegen die Empfehlung des Ortsbeirates durch, die alten Straßennamen aus der Zeit vor 2010 wieder anzunehmen.

## Ehrungen
- Ehrenbürger von Trier (1975); aberkannt am 1. Februar 2023 durch den Stadtrat Trier[7]
- Ehrenbürger von Weiler (bei Ulmen)
- Magistralritter des Souveränen Malteserordens
- Großes Verdienstkreuz der Bundesrepublik Deutschland mit Stern (1969)
- Großes Verdienstkreuz der Bundesrepublik Deutschland mit Stern und Schulterband (1981)
- Komtur des Ritterordens vom Heiligen Grab zu Jerusalem
- Kreuz des heiligen Markus (Patriarchat von Alexandrien und ganz Afrika)
- Kondor der Anden (Bolivien)
- Komturkreuz des Ordens der Eichenkrone (1986, Luxemburg)